# Leptura obliterata
Leptura obliterata es una especie de escarabajo del género Leptura, familia Cerambycidae. Fue descrita científicamente por Haldeman en 1847.
Habita en Canadá y los Estados Unidos. Mide 9-17 mm. El período de vuelo de esta especie ocurre en los meses de mayo, junio, julio, agosto y septiembre.